# Sugar Ray Seales
Ray P. „Sugar Ray” Seales (ur. 4 września 1952 na Saint Croix, Wyspy Dziewicze Stanów Zjednoczonych) – amerykański bokser wagi lekkopółśredniej. Złoty medalista olimpijski z Letnich Igrzysk Olimpijskich 1972 w Monachium (kategoria 63,5 kg). Występował na zawodowym ringu - karierę profesjonalną rozpoczął w roku 1973. Zakończył ją w 1983 roku po ciężkim urazie oka trzy lata wcześniej, na które częściowo zaślepł. W roku 2005 został przeniesiony do hali sław Tacoma-Pierce County Sports Hall of Fame. Były zawodowy mistrz North American Boxing Federation (NABF) i United States Boxing Association (USBA) w wadze średniej.

## Kariera
Urodził się na Wyspach Dziewiczych Stanów Zjednoczonych, gdzie stacjonował jego ojciec służący w US Army. W 1965 rodzina Sealesa przeniosła się do miasta Tacoma w stanie Waszyngton.
Amatorską karierę pięściarską rozpoczął w klubie Tacoma Boys Club trenując pod okiem Joe Clough’a. Jako amator stoczył 350 walk - wygrał 338 pojedynków przegrywając 12. Oprócz najważniejszego osiągnięcia jakim było zdobycie złotego medalu podczas Letnich Igrzysk Olimpijskich 1972 w Monachium był także mistrzem Amateur Athletic Union (AAU) w wadze półśredniej (1971) oraz zwycięzcą turnieju National Golden Gloves (1972) w kategorii wagowej do 139 funtów. Mistrz Stanów Zjednoczonych w wadze lekkopółśredniej z 1971.
W 1980 odniósł poważną kontuzję oka podczas walki z Jaime Thomasem po czym przeszedł na emeryturę z powodu częściowej ślepoty spowodowanej pęknięciem siatkówki oka. W latach 80. stał się celebrytą wraz z innym pięściarzem - Sugar Ray Leonardem, kiedy obaj występowali z naciskiem na zakaz uprawiania boksu. Później pracował jako nauczyciel uczniów zmagających się z autyzmem w Lincoln High School w Tacoma przez 17 lat, przechodząc na emeryturę w 2004 roku. W 2006 roku przeniósł się z żoną do Indianapolis, gdzie został trenerem boksu i grapplingu.
W 2005 został wprowadzony do galerii sław Tacoma-Pierce County Sports Hall of Fame. W 2018 wprowadzony do galerii sław Indiana Boxing Hall of Fame.
Jest przyrodnim bratem boksera Dale’a Granta i rodzonym bratem pięściarza Wilbura Sealesa.

### Rekord olimpijski z roku 1972
- Runda 1/32: pokonał  Ulricha Beyera (wygrana na punkty)
- Runda 1/16: pokonał  Jima Montague’a (wygrana na punkty)
- Ćwierćfinał: pokonał  Andrésa Molinę (3-2)
- Półfinał: pokonał  Zvonimira Vujina (5-0)
- Finał: pokonał  Angeła Angełowa (3-2)